# Iliesa Delana
Iliesa Delana (Macuata, 2 dicembre 1984) è un atleta paralimpico figiano specializzato nel salto in alto.
Appartiene alla categoria F42, in quanto perse una gamba all'età di tre anni in seguito ad un incidente stradale.
Prese parte ai Giochi paralimpici di Londra 2012 conquistando la medaglia d'oro e battendo di un centimetro il record oceaniano della sua categoria nel salto in alto (equivalente a 1,73 m, ottenuto dallo stesso Delana l'anno prima).

## Palmarès
| Anno | Manifestazione       | Sede         | Evento            | Risultato | Prestazione | Note             |
| ---- | -------------------- | ------------ | ----------------- | --------- | ----------- | ---------------- |
| 2011 | Mondiali paralimpici | Christchurch | Salto in alto F42 | Argento   | 1,73 m      | Record oceaniano |
| 2012 | Giochi paralimpici   | Londra       | Salto in alto F42 | Oro       | 1,74 m      | Record oceaniano |